# Un secreto
"Un secreto" es una novela autobiográfica de Philippe Grimbert publicada el 5 de mayo de 2004 por Grasset y Fasquelle. Ganó el premio Goncourt para estudiantes de secundaria en 2004 y el de lectores de Elle en 2005. La publicación en español fue en 2006 por Tusquets Editores.
En 2007 la novela fue adaptada al cine por Claude Miller.

## Argumento

### Preámbulo
El narrador, que no indica su identidad en ningún momento del relato, pero alude a su patronímico al explicar que sus antepasados se llamaban Grinberg; pero como este nombre sonaba demasiado judío, se le cambiaron dos letras, por lo que la familia se llama Grimbert, nació en la Francia de la posguerra. De niño es delgado y frágil de salud, sufre por su físico, requiriendo el cuidado de una enfermera y masajista, quien se convierte en su confidente. Se trata de Louise, anciana y coja, cuya oficina está ubicada al lado de la tienda de artículos deportivos regentada por los padres del protagonista, Maxime y Tania, ambos grandes amantes del deporte. El padre no se reconoce en el magro fruto de sus entrañas, el hijo ve la amargura en sus ojos y prefiere los libros y los placeres solitarios. Sospecha que hay un secreto en torno a su familia del que nadie se atreve a hablar y que explica el comportamiento de su padre. Hijo único, inventa un hermano mayor más grande, más fuerte y protector que le sirve de modelo y lo consuela en sus penas. Sin embargo, este hermano imaginario también lo oprime. El niño crece, acomplejado por su cuerpo y llevando una vida ordenada pero de una extraña gravedad, se siente solo y desarrolla una imaginación morbosa,

### Primera historia
A partir de informaciones fragmentarias arrebatadas a sus padres, el narrador construye un relato inicial de la vida de sus padres antes que él naciera. Su padre, Maxime, es hijo de un emigrante rumano. Le hubiera gustado estudiar, pero se ve obligado, por falta de medios, a integrarse al negocio familiar de calcetería. Por otro lado, se convierte en un consumado luchador y gimnasta, desarrollando su cuerpo al mismo tiempo que su encanto. Tiene una breve aventura antes de conocer en el gimnasio a Tania, una hábil buceadora, modelo y estilista en sus ratos libres, que vive con su madre costurera. Se van a casar, pero aún no quieren tener hijos. En 1942 huyeron del peligro nazi y se refugiaron en la zona libre de Indre, donde vivieron un período de dos años despreocupado y agradable , al margen de la historia. Al regresar después de la Liberación, retoman el negocio confiado a la vigilancia de la fiel Luisa. Se enfrentan a dificultades y logran reactivarlo. Su hijo nace en este momento. Quince años, el narrador se sorprende por el comportamiento de su padre, quien no soporta ver una película que muestra el terror nazi. Poco después, mientras se proyecta en la escuela un documental sobre los campos de exterminio, el narrador sufre las bromas antisemitas de un compañero de clase y es presa de una súbita rabia: se le echa encima y pelea por primera vez en su vida. Si bien logra engañar a sus padres sobre el origen de sus moretones, se lo confiesa a su amiga Louise. Es la señal que ella estaba esperando para revelarle un secreto, a pesar del juramento hecho a Tania y Maxime de no hacerlo.
Informado por Louise, el narrador conoce la existencia de Hannah, la primera esposa de su padre, así como a Robert, hermano de Hannah y primer marido de Tania, y Simon, hijo de Maxime y Hannah. Se entera de que el mismo día en que Maxime se casó con Hannah, estaba profundamente perturbado por la presencia de Tania, su cuñada. Esta pasión, apenas adivinada por la propia Tania, queda en suspenso con el nacimiento de Simón. Pero la verdad se le manifiesta a Hannah durante una reunión familiar en el estadio deportivo cuando capta la mirada de Maxime puesta en Tania. La guerra y las manifestaciones antisemitas se acercan, pero Maxime se niega a verlas, a pesar de los presentimientos de su padre y de las primeras medidas contra los judíos. La obligación de llevar la estrella amarilla a los judíos lo ofende porque no se reconoce en el tipo judío que los antisemitas han erigido, y se niega a someterse a él. Termina aceptando la decisión familiar de huir a la zona libre. En 1942, la familia obtiene documentos falsos con nuevos nombres no judíos. Un primo de Louise que trabaja en el ayuntamiento de Saint-Gaultier les encuentra un alojamiento con Béraud, un coronel retirado. Los dos hombres, más expuestos, salen primero y llegan sanos y salvos sin demasiada dificultad. La situación es mucho más precaria para Hannah y Louise, que se han quedado en París esperando luz verde: escapan por poco de una gran redada que se lleva a los padres de Hannah.

### Segunda historia
Tania, por su parte, se queda en Lyon. Su esposo, Robert, es deportado a un campo de concentración en Silesia. Obligada a abandonar su tienda a causa de las leyes de arianización, regresa a París con su madre. Luego se entera por Esther, la cuñada de Hannah, de la dirección del refugio en Saint-Gaultier y viaja allí. Hannah, se entera de lo sucedido y de que Maxime y Tania están juntos, lo que le produce dolor y angustia.
En una posada rural, dos kilómetros antes de la línea de demarcación que separa la Francia ocupada de la libre, Esther, Louise, Hannah y Simon esperan la oscuridad bajo cuya protección quieren cruzar la frontera. Aparecen gendarmes franceses y exigen ver sus papeles. Esther y Louise muestran sus nuevos papeles falsificados, que son aceptados sin objeciones por el gendarme a cargo. La angustiada Hannah le muestra tanto su pasaporte nuevo como el anterior, que la identifica como judía, y le dice que Simon es su hijo. Los gendarmes se los llevan en un camión. Louise y Esther logran cruzar a la zona libre. Informado de lo sucedido, Maxime se siente abrumado por el dolor. Después de un largo luto, cede a su pasión por Tania.
Cuando termina la guerra, los desaparecidos no regresan: Robert murió de tifus en un stalag, de Hannah y Simon no hay rastro, y el amor culpable de Maxine y Tania puede expresarse sin restricciones; el narrador es concebido poco después.
El narrador está convencido, a diferencia de Louise, de que Hannah no reaccionó frente al gendarme en un estado de desconcierto, sino que fue "una verdadera Medea, sacrificándose a sí misma y a su hijo en el altar del amor herido". El misterio y su hermano han adquirido nombre y durante sus charlas con Louise, que lo escucha, le habla y lo fortace, el narrador descubre su vocación por el psicoanálisis. A pesar de tener que repetir su último año de estudios por fallar en una pregunta sobre el presidente Laval -el mismo que había decretado la deportación de los niños judíos "para no separar a las familias", demuestra una gran aptitud para los estudios. Se entera, en los archivos reunidos por Serge Klarsfeld, del destino de su hermano y Hannah, asesinados al día siguiente de su llegada a Auschwitz. Un hecho fortuito, la muerte del perro de la familia, le permite al narrador confiarle a su padre los resultados de su investigación en los archivos, liberándolo así del peso del secreto. Poco después, Tania sufre una hemorragia cerebral y Maxime, incapaz de soportar la situación, se suicida con ella. De acuerdo con sus deseos, es incinerado y Tania es enterrada en la sección judía del cementerio del Père Lachaise.

### Epílogo
Años más tarde, el narrador y su hija Rose exploran un parque cercano a su residencia y descubren allí el cementerio de perros de Josée de Chambrun, hija de Pierre Laval. Al pensar en esos entierros, concedidos con gran pompa a perros, cuando un niño no tuvo derecho al suyo, el autor se siente abrumado por una intensa emoción, pero se niega a expresar su ira. En cambio, envía la foto de su hermano Simon a la Fundación Klarsfeld. El libro que escribirá será su tumba.

## Análisis
El título original de la novela era Le Cimetière des Chiens (El cementerio de perros), pero los editores lo rechazaron.
La novela fue publicada 20 años después de la muerte de los padres del autor. Grimbert confiesa: “Escribir es el medio que he encontrado para hacer mi trabajo de duelo. Esto lo entendí hace muy poco tiempo: cada uno de mis libros es una pequeña tumba."
Grimbert comentó en una entrevista: "Cuando comencé a escribir este libro, la primera pregunta fue: ¿Cómo contar esta historia y evitar los dos mayores obstáculos: demasiado patetismo, demasiada emoción, demasiado estremecimiento, y por otro lado: demasiada frialdad, demasiada distancia?. Realmente se trataba de navegar entre esos acantilados y evitar ambos [...]  Para mí se trataba de seguir paso a paso el camino de un secreto.[...] como psicoanalista, era por supuesto interesante ver cómo un secreto puede pesar sobre un niño, cómo se ve oprimido por él, incluso debilitado físicamente, y cómo luego, después de su revelación, se convierte en el dueño de este secreto del que fue víctima; cómo afecta esto al cuerpo y a la psique; cómo puede ser redimido de él por sus padres, que lo habían guardado para sí mismos; y finalmente, en un giro final, cómo el misterio fortalece al niño, cómo incluso le abre el camino a su vocación profesional: el psicoanálisis. Es este camino, este múltiple cambio de sentido del misterio lo que me interesa sobre todo. el libro es en realidad este misterio "
El crítico literario Niklas Bender elogió la novela y comentó: "Grimbert cultiva la frase corta, discreta [...] Gracias a este estilo inocuo, el novelista logra crear una situación convincente de forma inesperada: bajo la superficie lisa, su narración desarrolla un rasgo que atrapa al lector. Uno no debe dejarse engañar por la primera impresión de los eventos: aterradores, violentos, erráticos: una densa red simbólica se teje a partir de los hilos. Ahí reside el arte maduro de contar historias de Grimbert, que sabe hacer que la fuerza del enredo esté al servicio de su novela de la manera más elegante. El lector lo ve, sufre y disfruta: experimenta la triste felicidad de presenciar una tragedia, impotente, pero fascinado".
La crítica Maike Albath destacó que "Philippe Grimbert narra con levedad y revela suavemente los secretos de la familia. Prescinde de una puesta en escena espectacular, no hay rastro de amargura ni reproches. Porque para el joven la verdad es una salvación: puede enfrentar los fantasmas del pasado, madurar a través del dolor profundo y asumir el duelo en lugar de sus padres."

## Premios y reconocimientos
2004: Premio Goncourt para estudiantes de secundaria
2005: Gran Premio de Lectores de Elle

## Adaptación cinematográfica
Un Secret, película francesa de Claude Miller de 2007.